# Iultinsky (huyện)
Iultinsky (tiếng Nga: Иу́льтинский райо́н; Chukchi: Ивылтин район) là một huyện hành chính thuộc Khu tự trị Chukotka. Diện tích huyện là 134.600 km2 và dân số 5034 (2022), trung tâm huyện là Egvekinot